# جنگ هابسبورگ–عثمانی (۱۶۶۴–۱۶۶۳)
جنگ هابسبورگ–عثمانی بخشی از منازعات عثمانی و هابسبورگ برای تسلط در شرق و مرکز اروپا بود. هدف عثمانی از سرگیری پیشروی، فتح وین و تسلط بر آرشیدوک‌نشین اتریش بود. آنها موفق شدند سنگرهای کلیدی را تصرف کنند، با این حال، ارتش هابسبورگ به رهبری رایموندو مونتکوکولی موفق شد ارتش عثمانی را در نبرد سنت‌گوتهارد متوقف کند؛ صلح واش‌وار نه روز پس از پایان نبرد به امضاء رسید.

## پیش‌درآمد
تسلط عثمانی بر مجارستان با نبرد موهاچ در سال ۱۵۲۶ توسط سلیمان آغاز شد. ترانسیلوانی در جریان تهاجم به مجارستان استقلال خود را حفظ کرد و حاکمیت عثمانی را به رسمیت شناخت و به باب عالی خراج می‌پرداخت؛ در ازای آن هم استقلال سیاسی و مذهبی داشت. اگرچه پس از درگذشت سلیمان، عثمانی رو به انحطاط نسبی می‌رفت ولی خاندان توانمند کُپرولی در احیای امپراتوری و از بین بردن هابسبورگ یکبار برای همیشه کوشش بسیار کردند. بهانه برای حمله زمانی به دست آمد که در ۱۶۵۸، دیوردی راکوتسی دوم، پرنس ترانسیلوانی به همراه متحدان سوئدی خود در جنگ‌های شمالی به لهستان حمله کرد شکست خورد و به ترانسیلوانی گریخت؛ به دنبال این جنگ غیرمجاز کپرولی محمد پاشا به راکوتسی حمله و ترانسیلوانی را فتح کرد. کنترل مستقیم ترانسیلوانی توسط عثمانی مورد وثوق لئوپولد نبود ولی اقداماتش تأثیری نداشت.
استحکامات جنوبی مجارستان دچار کمبود شدید نیرو و تجهیزات بودند و ترک‌ها به نواحی مرزی نفوذ کرده و هزاران مجار و کروات را به بردگی می‌ربودند. میکلوش زرینی، بان کرواسی، به منظور آزادسازی مجارستان، از سال ۱۶۶۱ تمام تلاش خود را به کار گرفته‌بود و تبدیل به صدای استیصال مجارها از نادیده‌انگاری عمدی هابسبورگ شد. او حماسه‌ای از محاصره سیگت‌وار به یاد جد خود، میکلوش زرینی و یارانش سرود تا غرور ملی مجاری را برانگیزد.

## لشکرکشی ۱۶۶۳
در تابستان ۱۶۶۳، ارتش عثمانی با بیش از ۱۰۰٬۰۰۰ نیرو به فرماندهی کُپرولی احمد وارد مجارستان شد و در سپتامبر اِرشک‌اوی‌وار (نوه زامکی، اسلواکی امروز) را فتح کرد. سپس ترک‌های عثمانی و تاتارها با حمله به موراویا، شرق و جنوب آن را ویران کردند و ۴۰٬۰۰۰ اسیر را به بردگی گرفته و فروختند.
مونتکوکولی تنها ۱۲٬۰۰۰ سرباز و ۱۵٬۰۰۰ سرباز مجاری-کروات به فرماندهی میکلوش زرینی برای مقابله با ترک‌ها در اختیار داشت. اما لئوپولد با موفقیت ارتشی متشکل از ۳۰٬۰۰۰ سرباز بایرن، براندنبورگ و ساکسون تشکیل داد. حتی دشمن سرسختش لوئی چهاردهم یک سپاه ۶۰۰۰ نفری برای حمایت فرستاد.

## لشکرکشی ۱۶۶۴
در آغاز ۱۶۶۴، ارتش امپراتوری به سه سپاه تقسیم شد: در جنوب، ۱۷٬۰۰۰ سرباز مجاری-کروات به فرماندهی میکلوش زرینی؛ در مرکز، ارتش اصلی مونتکوکولی که ۲۸٬۵۰۰ نفر بود؛ در شمال حدود ۸٬۵۰۰ نفر به فرماندهی ژنرال لودویگ دو سوش فرانسوی و حدود ۱۲٬۵۰۰ سرباز برای دفاع از قلعه‌ها ذخیره شده بودند. به‌طورکلی سپاه متشکل از ۶۶٬۵۰۰ نفر متحد نبود، زیرا اختلاف نظر بین فرماندهان به‌ویژه با زرینی بسیار شدید بود.
در آن سال زرینی پل سلیمان روی دراوا در اوسییک را که از ۱۵۶۶ به تدارکات عثمانی تسریع می‌بخشید، آتش زد. تخریب این پل با وجود مرداب‌های منطقه حرکت عثمانی را برای چند ماه غیرممکن کرد. او همچنین با تصرف مجدد قلعه‌های مهمی در مسیر ۲۴۰ کیلومتری در خاک دشمن پیشروی کرد؛ پل در اول فوریه ۱۶۶۴ منفجر شد. اما او موفق نشد هدف اصلی، نادی‌کانیژا را به‌دست‌آورد. ترک‌ها دژ زرینی را محاصره و تسخیر کردند و مونتکوکولی حاضر به نجات آن نشد؛ این موضوع در نهایت به توطئه وشلینی انجامید.

## نبرد سنت‌گوتهارد
پس از فتح اِرشک‌اوی‌وار (نوه زامکی، اسلواکی امروز)، ارتش اصلی عثمانی به سمت وین حرکت کرد؛ بین مسیر در رودخانه رابا بین موگرزدورف و صومعه سِنت‌گوتهارد توسط ارتش مونتکوکولی متوقف و شکست خورد.

## صلح واش‌وار
صلح واش‌وار نه روز پس از نبرد سنت‌گوتهارد در ۱۰ اوت ۱۶۶۴ امضا شد. لئوپولد کنترل عثمانی بر ترانسیلوانی، نادی‌واراد (اورادئا، رومانی امروز) و اِرشک‌اوی‌وار (نوه زامکی، اسلواکی امروز) را به رسمیت شناخت و ارتش خود را از ترانسیلوانی خارج کرد؛ همچنین قلعه‌های مرزی متعددی را تحویل داد و با خراج سالانه ۲۰۰٬۰۰۰ فلورین موافقت کرد. در مقابل، محمد چهارم راضی شد که سالانه هدایایی به همان ارزش بفرستند، به هابسبورگ اجازه ساخت قلعه در امتداد رودخانه واخ بدهد و با آتش‌بس بیست ساله موافقت کند.
عامل اصلی تصمیم هابسبورگ برای یک معاهده صلح علی‌رغم پیروزی، تهدید فرانسه برای املاک بسیار ارزشمندتر در هلند، آلمان و ایتالیا بود. هابسبورگ باور به آزادسازی مجارستان نداشت و مایل نبود که پیشروی فرانسه را برای چند قلعه مجارستان قربانی کند.

## یادداشت
1. ↑  György Rákóczi